# 베호크
베호크 잉겐 밀 콜룸 막 키나다(중세 아일랜드어: Bethóc ingen Maíl Coluim meic Cináeda: ? ~ ?)는 스코트인의 왕 말 콜룸 2세의 장녀이며, 그 후계자 돈카드 1세의 모친이다.
말 콜룸 2세는 아들들이 모두 요절하여 알핀가 부계는 그의 대에서 단절되었다. 말 콜룸 2세의 장녀인 베호크는 둔켈드 수도원장 크리난 오 둔켈드와 결혼했다. 부부의 장남 돈카드 막 크리난이 1034경 외조부를 계승해 돈카드 1세로 즉위했다. 한편 말 콜룸 2세의 막내딸은 오크니 백작 시구르드 디그리 흘로드비르손과 결혼했다. 몇몇 문헌에서는 돈카드 외에 다른 계승권자들도 있는 상황에서 말 쿨롬 2세가 돈카드를 타니스트리에 따라 자기 후계자로 지명했다고 썼다.ref>McGuigan, Neil (2021), Máel Coluim III 'Canmore': An Eleventh Century Scottish King, John Donald, Edinburgh, pp. 82–85, ISBN 9781910900192</ref>